# Charaxes kissericus
Charaxes kissericus är en fjärilsart som beskrevs av Hans Fruhstorfer 1903. Charaxes kissericus ingår i släktet Charaxes och familjen praktfjärilar. Inga underarter finns listade i Catalogue of Life.